# Pilibhit
Pilibhit ist eine Stadt im nordindischen Bundesstaat Uttar Pradesh.
Pilibhit liegt in der nordindischen Ebene 250 km östlich von Neu-Delhi. Die Grenze zu Nepal liegt 35 km nordöstlich der Stadt. Pilibhit liegt am Fluss Garra (auch Devha), einem linken Nebenfluss des Ganges. Sie ist Verwaltungssitz des gleichnamigen Distrikts.
45 km südwestlich von Pilibhit befindet sich die Stadt Bareilly.
Die nationale Fernstraße NH 74 (Bareilly−Sitarganj) führt an Pilibhit vorbei. Östlich der Stadt befindet sich das Pilibhit-Tigerreservat.
Pilibhit besitzt als Stadt den Status eines Nagar Palika Parishad. Sie ist in 27 Wards gegliedert. Beim Zensus 2011 hatte Pilibhit 127.988 Einwohner.